# Ким, Алексей Ростиславович
Алексей Ростиславович Ким (род. 21 сентября 1958) — российский военачальник. Заместитель начальника Генерального штаба Вооружённых Сил Российской Федерации с 2022 года, генерал-полковник (2020). Кандидат военных наук, Заслуженный военный специалист Российской Федерации.

## Биография
В 1979 году окончил Московское высшее общевойсковое командное училище имени Верховного Совета РСФСР.
С 1979 года проходил военную службу в составе Ограниченного контингента Советских войск в Афганистане.
С золотой медалью окончил Военную академию им. М. В. Фрунзе.
Проходил службу в должности заместителя начальника оперативного отдела штаба общевойсковой армии во время гражданской войны в Таджикистане. Был награждён орденом Мужества.
С началом Второй чеченской войны занимал должность начальника штаба — первого заместителя командующего западным направлением Объединённой группировки федеральных сил на Северном Кавказе, освободившей Ачхой-Мартановский и Урус-Мартановский районы Чечни и принимавшей участие в освобождении Грозного.
С августа 1999 года занимал должность начальника оперативного отдела — заместителя начальника штаба 58-й общевойсковой армии Северо-Кавказского военного округа.
Окончил Военную академию Генерального штаба Вооружённых сил Российской Федерации в 2003 году с золотой медалью.
С 2008 по декабрь 2009 — заместитель начальника Общевойсковой академии Вооружённых сил Российской Федерации по учебной и научной работе.
С декабря 2009 по январь 2010 года — начальник Общевойсковой академии Вооружённых Сил Российской Федерации. С января 2010 по август 2014 — заместитель начальника Общевойсковой академии по учебной и научной работе.
С февраля по декабрь 2017 года — начальник Центра по примирению враждующих сторон в Сирийской Арабской Республике.
С августа 2014 по апрель 2019 года — заместитель начальника Военной академии Генерального штаба Вооружённых сил Российской Федерации по учебной работе.
С апреля 2019 года — заместитель Главнокомандующего Сухопутными войсками по миротворческой деятельности.
С сентября 2022 года начальник Главного штаба — первый заместитель Главнокомандующего Сухопутными войсками Российской Федерации.

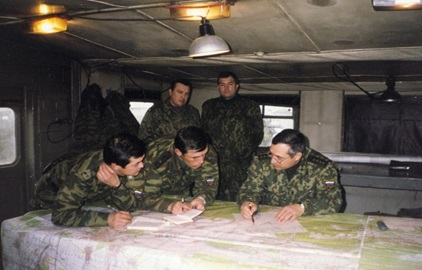
Начальник генерального штаба генерал армии Квашнин А. В. в штабе группировки «Запад». Генерал-майор Герасимов В. В., полковник Ким А. Р., Урус-Мартан, 2000 год.

Указом Президента Российской Федерации № 769 от 10 декабря 2020 года присвоено воинское звание генерал-полковник.
На январь 2023 года — заместитель начальника Генерального штаба Вооружённых Сил Российской Федерации. 11 января 2023 года назначен заместителем командующего Объединённой группировкой войск во вторжении России на Украину.
Был членом попечительского совета Межрегиональной общественной организации выпускников Московского высшего военного командного училища им. Верховного Совета РСФСР «Кремль» (МРОО «Кремль»).
Кандидат военных наук, профессор.

## Награды
- Орден «За заслуги перед Отечеством» 2-й степени с мечами
- Орден «За заслуги перед Отечеством» 3-й степени с мечами
- Орден «За заслуги перед Отечеством» 4-й степени
- Орден Александра Невского
- Орден Кутузова
- Четыре ордена Мужества
- Орден «За военные заслуги»
- Орден «За службу Родине в Вооружённых Силах СССР» 3-й степени
- Две Медали «За отвагу»
- Медали СССР и РФ
- Заслуженный военный специалист Российской Федерации